# Agence du numérique
 (décembre 2016).
 (décembre 2016).
L'agence du numérique était un service à compétence nationale français créé en 2015 et dissoute en 2019. Elle était chargée de l’impulsion, de l’animation et de l’accompagnement des projets et des initiatives numériques et développés dans les territoires par les collectivités publiques, les réseaux d'entreprises, les associations et les particuliers.
Elle a été remplacée en 2020 par l’agence nationale de la cohésion des territoires (ANCT).

## Histoire
Dans son rapport du 19 novembre 2009, la commission sur le Grand Emprunt préconise la création d’une Agence pour le numérique chargée piloter deux fonds devant respectivement investir dans les infrastructures (« action 16 ») et dans les usages du numérique (« action 17 »). En 2015, le Programme d'investissements d'avenir n° 2 (PIA 2), finance dans son volet « Technologies et usages du numérique » un appel à projets « Grands défis du numérique », visant à encourager l’excellence dans le numérique en identifiant et soutenant des projets visant à apporter des réponses ambitieuses à de grands défis liés aux technologies numériques.
L’agence est créée par un décret signé le 3 février 2015, au sein du ministère de l’économie, de l’industrie et du numérique et rattachée à la Direction générale des entreprises. Elle pilote trois politiques publiques : le Plan France Très Haut Débit, le Programme Société Numérique (qui remplace la Délégation aux Usages de l'Internet) et l'Initiative French Tech,.
En 2019, les agents, sauf ceux employés à la mission French Tech, sont transférés à la nouvelle Agence nationale de la cohésion des territoires, opérationnelle le 1er janvier 2020.

## Missions
L'Agence du Numérique avait pour mission d'impulser et de soutenir des actions préparant la société française aux révolutions numériques. Elle intervenait en soutien à des écosystèmes territoriaux associant acteurs publics et privés (collectivités publiques, réseaux d'entreprises, associations, acteurs de la médiation numérique, particuliers, etc.) avec un rôle d'animation et de soutien à des initiatives locales.
Pour atteindre cet objectif, l'Agence du Numérique pilotait trois politiques publiques complémentaires :
- Le Plan France Très Haut Débit visant à déployer de nouvelles infrastructures numériques pour apporter un accès à un Internet très haut débit sur l'ensemble du territoire d'ici 2022.
- Le Programme Société Numérique mettant en œuvre un programme d'actions pour favoriser l'autonomie et la capacité de tous à saisir les opportunités du numérique, et pour accompagner la transition des territoires.
- L'Initiative French Tech soutienant la croissance des startups en France et à l'international.

Avec l'ARCEP et le Conseil général de l’économie, l'Agence du Numérique publiait chaque année le baromètre du numérique.

## Fonctionnement
Les objectifs de l'agence étaient fixés annuellement, par le directeur général des entreprises (DGE) et le ministre chargé du Numérique. La DGE et l'Agence du Numérique faisaient au ministre des propositions de mesures pour atteindre ces objectifs.
L'Agence devait préparer et réaliser, à la demande du Premier ministre,

« tous travaux interministériels entrant dans son champ de compétences. » « L'Agence du numérique assure ses missions en lien avec les services centraux et déconcentrés de la direction générale des entreprises ainsi qu'avec les autres services de l'État intervenant dans le domaine du développement numérique. »

L’agence comptait en 2016 une quarantaine de personnes (à parité hommes-femmes, et d’un âge moyen de 31 ans).
L'Agence du Numérique a rejoint en 2019 l'Agence Nationale de la Cohésion des Territoires, à l'exception des agents employés à la mission French Tech.